# Aid from the Padre
Aid from the Padre (englisch für „Hilfe vom Pater“; auch Absolución final, spanisch für „Letzte Absolution“) ist eine Schwarzweißfotografie des venezolanischen Fotografen Héctor Rondón Lovera. Sie entstand Anfang Juni 1962 in Puerto Cabello während eines linksgerichteten Militäraufstandes gegen die Regierung von Staatspräsident Rómulo Betancourt und zeigt einen sterbenden regierungstreuen Soldaten, der sich an einen Priester klammert.
Das Foto erschien am 4. Juni 1962 in der venezolanischen Zeitung La República. Später wurde es von Associated Press weltweit vertrieben. Héctor Rondón Lovera erhielt für das Foto mehrere Auszeichnungen, darunter den Preis für das Pressefoto des Jahres und den Pulitzer-Preis.

## Entstehung
Nach dem Sturz von Diktator Marcos Pérez Jiménez war Rómulo Betancourt im November 1958 zum Staatspräsidenten Venezuelas gewählt worden. Seine Regierung stand sowohl von rechter als auch linker Seite unter Druck. Die rechten Kräfte wollten ihre Herrschaft wiederherstellen, die sie vorher jahrzehntelang innehatten. Linksgerichtete Kräfte hatten wesentlich zum Sturz des Diktators Pérez Jiménez beigetragen, fühlten sich jetzt aber übergangen und von der politischen Mitwirkung ausgeschlossen. Sie wollten das demokratische System durch einen sozialistischen Staat ersetzen. Anhänger hatten sie vor allem unter jüngeren Militärangehörigen.
Zwischen 1960 und 1962 kam es zu mehreren Umsturzversuchen von beiden Seiten. Der blutigste ereignete sich Anfang Juni 1962 in der Hafenstadt Puerto Cabello. Am Morgen des 2. Juni revoltierten Angehörige des dortigen Marinestützpunktes. Den Aufstand, der später als El Porteñazo bezeichnet wurde, führten drei linksorientierte Marineoffiziere an. Sie wurden von Zivilisten unterstützt, von denen einige den Parteien Partido Comunista de Venezuela und Movimiento de Izquierda Revolucionaria angehörten. Diese Parteien waren einen Monat vorher nach einem gescheiterten Aufstand in Carúpano verboten worden. In Puerto Cabello gelang es den Aufständischen, das Fortín Solano und das Castillo Libertador zu besetzen. Aus dem Castillo befreiten sie 50 gefangene marxistische Guerillakämpfer, die sich der Rebellion anschlossen, genau wie die Mannschaft des im Hafen liegenden Zerstörers Zulia. Nachdem die Aufständischen zivile Polizeikräfte überwältigt hatten, besetzten sie auch das Stadtzentrum von Puerto Cabello.
Die Regierung hatte schon vor dem Beginn des Aufstands Hinweise auf ihn erhalten. Regierungstruppen konnten schnell reagieren und erreichten bereits am Vormittag des 2. Juni Puerto Cabello. Begleitet wurden sie von einigen Journalisten, unter ihnen die Fotografen Hector Rondón Lovera und José Luis Blasco. Mit der Unterstützung aus der Luft gelang es den Regierungstruppen am frühen Morgen des 3. Juni, das Castillo Libertador zurückzuerobern und wichtige Anführer der Aufständischen festzunehmen. Schwieriger gestaltete sich jedoch die Rückeroberung der Stadt. Dort hatten sich zahlreiche Aufständische verschanzt, bereit die Regierungstruppen in Häuserkämpfe zu verwickeln. Den Journalisten wurde es deshalb zu ihrer eigenen Sicherheit untersagt, die Stadt zu betreten.
Den Regierungstruppen stand über ein Dutzend leichter AMX-13-Panzer zur Verfügung. Ihr Anführer, Oberst Alfredo Mönch Siegert, ordnete an, dass hinter jedem der Panzer ein Zug von 30 Soldaten zu Fuß in das umkämpfte Gebiet einrücken sollte, eine Taktik, die später vielfach kritisiert wurde. Trotz des Verbots begleiteten die Fotografen Rondón Lovera und Blasco einen dieser Trupps. An einer Straßenkreuzung im Gebiet La Alcantarilla kam es zu heftigen Kämpfen. Nachdem mehrere Panzer vorbeigefahren waren, eröffneten die Aufständischen, die sich in den Häusern versteckten, das Feuer auf die Soldaten. Etwa 30 von ihnen wurden getötet oder verwundet. Rondón Lovera versteckte sich mit seiner Leica-Kamera im Türrahmen einer Schneiderei. Nachdem die Panzer weitergefahren waren und die Toten und Verletzten zurückgelassen hatten, lief Luis María Padilla, Pfarrer von Borburata und Kaplan des Marinestützpunkts von Puerto Cabello, auf die Kreuzung und untersuchte die Verwundeten. Einen von ihnen versuchte er hochzuheben. Von dieser Szene machten sowohl Rondón Lovera als auch Blasco Fotos. Bei dem Soldaten soll es sich entweder um Luis Antonio Rivera Sanoja oder Andrés de Jesús Garcés handeln. Wie der Pfarrer später berichtete, starb der Soldat in seinen Armen.
Die Kämpfe in und um Puerto Cabello dauerten noch bis zum 4. Juni an, bevor die Regierungstruppen auch den letzten Widerstand niederschlugen. Die Anzahl der während der Rebellion Getöteten wird auf 200 bis 400 geschätzt, zudem sollen über 700 Menschen verletzt worden sein. Über 20 Marineoffiziere und über 30 Zivilisten wurden für ihre Beteiligung am Aufstand zu Gefängnisstrafen verurteilt. Mit der Niederschlagung von El Porteñazo endete die Phase der Militäraufstände gegen Betancourt. Die meisten der linksorientierten Soldaten schlossen sich in den folgenden Jahren Guerilla-Einheiten an.

## Beschreibung
Das Foto zeigt den Priester Luis María Padilla und einen Soldaten auf einer Straßenkreuzung. Padilla, der eine Soutane trägt, steht und blickt vom Betrachter aus gesehen nach rechts. Der Soldat kniet vor ihm auf der Straße. Er klammert sich mit beiden Händen an dem Priester fest, der wiederum den Soldaten mit beiden Händen hält. Neben den Männern liegt ein Gewehr, der Boden ist mit zahlreichen Patronenhülsen übersät. Hinter den Männern bedecken Wasserpfützen den Boden. In ihnen spiegelt sich das Eckhaus mit vergitterten Türen, das hinter den Männern zu sehen ist. Es ist eine Fleischerei, wie die Ladenschilder mit der Aufschrift „Carniceria La Alcantarilla“ verraten. Das spanische Wort carniceria heißt sowohl „Fleischerei“ als auch „Blutbad“.

## Veröffentlichung und Nachwirkung
Últimas Noticias mit José Luis Blascos Fotos

Link zum Bild

Aid from the Padre erschien am 4. Juni 1962 in der Zeitung La República, bei der Hector Rondón Lovera angestellt war. Am selben Tag enthielt die Zeitung Últimas Noticias eine sehr ähnliche Aufnahme von José Luis Blasco, die aus einer leicht anderen Perspektive aufgenommen worden war. Rondón Loveras Foto wurde von der Fotoagentur Associated Press weltweit vertrieben und in zahlreichen internationalen Zeitungen abgedruckt.
Während Blascos Fotos vom Aufstand in Puerto Cabello in Vergessenheit gerieten, erhielt Rondón Lovera für seine Arbeit zahlreiche Auszeichnungen. 1962 gewann er den George Polk Award in der Kategorie News Photography. 1963 wurde er als erster Lateinamerikaner mit dem Pulitzer-Preis in der Kategorie Photography ausgezeichnet. Er war der klare Favorit der dreiköpfigen Jury, die ihre Entscheidung wie folgt begründete.

„Was die Dramatik, die Wirkung und die Komposition angeht, ganz zu schweigen von den Gefahren, denen der Fotograf bei dieser bemerkenswerten Aufnahme ausgesetzt war, steht es außer Frage, dass dies das beste Nachrichtenbild des Jahres ist. Die übrigen von Herrn Rondon eingereichten, während der Kämpfe aufgenommen Arbeiten sind von ähnlich hoher Qualität und unterstreichen die Schwierigkeiten, denen er ausgesetzt war.“

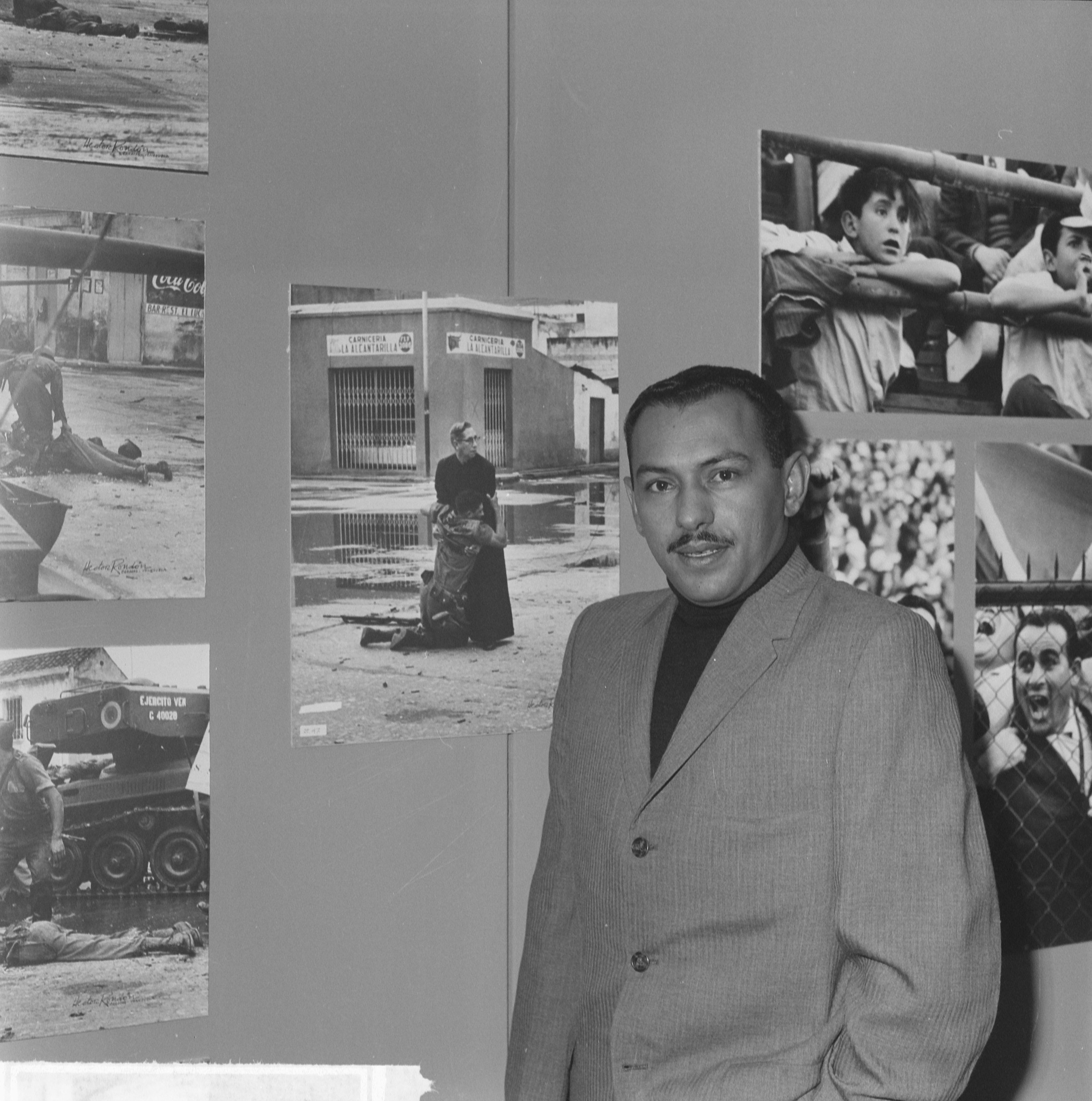
Héctor Rondón Lovera bei der Verleihung des Preises für das Pressefoto des Jahres. An der Wand hängt sein Foto Aid from the Padre.

Die niederländische World Press Photo Foundation zeichnete Aid from the Padre als Pressefoto des Jahres 1962 aus. Außerdem erhielt das Foto den Publikumspreis und Rondón Loveras Bildserie von der Rebellion wurde Fotostory des Jahres. Als 2005 das niederländische Postunternehmen TPG zum 50. Jubiläum des Preises eine Briefmarkenserie herausbrachte, war auf einer der Marken auch Aid from the Padre abgebildet.
Außer auf dieser Briefmarke wurde das Foto mehrfach künstlerisch aufgegriffen. So zeigt in La Alcantarilla ein Wandgemälde die Szene des Fotos. Der venezolanische Filmemacher Román Chalbaud stellte das Foto in seinem Film La quema de Judas (Die Verbrennung des Judas) von 1974 nach. Der Priester Luis María Padilla spielte in der Szene sich selbst. 1965 nutzte der US-amerikanische Maler Norman Rockwell das Foto als Vorlage für sein Gemälde Murder in Mississippi (Southern Justice). Es zeigt die Ermordung der drei Bürgerrechtler James Earl Chaney, Andrew Goodman und Michael Schwerner durch Mitglieder der White Knights of the Ku Klux Klan. Als Rockwell mit dem Gemälde begann, gab es keine genauen Informationen zum Ablauf der Morde. Deshalb orientierte sich der Maler an Rondón Loveras Foto. So wie der Soldat auf dem Foto sich an den Priester klammert, so klammert sich auf dem Gemälde Chaney an Schwerner, während Goodman leblos vor den beiden am Boden liegt.